# Granada Lions 2022
Questa voce raccoglie le informazioni riguardanti i Granada Lions nelle competizioni ufficiali della stagione 2022.

## LNFA Serie B 2022

### Stagione regolare
| Valencia 12 dicembre 2021, ore 12:00 2ª giornata Intergruppo | Valencia Firebats | 42 – 0 referto | Granada Lions | Estadio Municipal Jardín del Turia |

| Maracena 30 gennaio 2022, ore 12:00 Recupero 3ª giornata Intergruppo | Granada Lions | 16 – 23 referto | Valencia Giants | Ciudad Deportiva |

| Siviglia 19 febbraio 2022, ore 18:00 3ª giornata Grupo Sur | Sevilla Linces | 0 – 19 referto | Granada Lions | Campo de Rugby San Jerónimo |

| Maracena 13 marzo 2022, ore 12:00 4ª giornata Grupo Sur | Granada Lions | 41 – 7 referto | Málaga Corsairs | Ciudad Deportiva |

| Maracena 30 aprile 2022 5ª giornata Grupo Sur | Granada Lions | 6 – 0 referto | Almería Barbarians | Ciudad Deportiva |

| Mairena del Aljarafe 10 aprile 2022, ore 12:00 7ª giornata Grupo Sur | Mairena Blue Devils | 32 – 18 referto | Granada Lions | Estadio Francisco Castilla Romero |

### Playoff
| 30 aprile 2022 Quarti di finale | Alcobendas Cavaliers | 55 – 0 | Granada Lions |  |

## Statistiche di squadra
| Competizione      | %Vittorie | In casa | In casa | In casa | In casa | In casa | In casa | In trasferta | In trasferta | In trasferta | In trasferta | In trasferta | In trasferta | Totale | Totale | Totale | Totale | Totale | Totale |
| Competizione      | %Vittorie | G       | V       | N       | P       | Pf      | Ps      | G            | V            | N            | P            | Pf           | Ps           | G      | V      | N      | P      | Pf     | Ps     |
| ----------------- | --------- | ------- | ------- | ------- | ------- | ------- | ------- | ------------ | ------------ | ------------ | ------------ | ------------ | ------------ | ------ | ------ | ------ | ------ | ------ | ------ |
| Stagione regolare | .500      | 3       | 2       | 0       | 1       | 63      | 30      | 3            | 1            | 0            | 2            | 37           | 74           | 6      | 3      | 0      | 3      | 100    | 104    |
| Playoff           | .000      | 0       | 0       | 0       | 0       | 0       | 0       | 1            | 0            | 0            | 1            | 0            | 55           | 1      | 0      | 0      | 1      | 0      | 55     |
| Totale            | .000      | 3       | 2       | 0       | 1       | 63      | 30      | 4            | 1            | 0            | 3            | 37           | 129          | 7      | 3      | 0      | 4      | 100    | 159    |